# Ibrahim Ferrer
Ibrahim Ferrer Planas (Santiago di Cuba, 20 febbraio 1927 – L'Avana, 6 agosto 2005) è stato un musicista cubano di son cubano.

## Biografia
La madre di Ibrahim Ferrer morì quando lui era appena dodicenne. Il fatto lo costrinse a diventare un musicista di strada per sopravvivere. A 13 anni costituì il primo gruppo, un duo con suo cugino, dal nome Jovenes del Son (Giovani del Son). I due riuscirono quindi ad ottenere una certa indipendenza economica suonando a feste private.
Negli anni successivi Ferrer suonò con più gruppi, fra i quali i Conjunto Sorpresa e l'Orquesta Chepin-Choven.
Il leader di quest'ultima compose uno dei più grandi successi di Ferrer: El Platanal de Bartolo.
Nel 1953 Ferrer iniziò a suonare con il gruppo di Pacho Alonso a Santiago. Nel 1959 il gruppo si spostò permanentemente a L'Avana, ribattezzandosi Los Bocucos, da un tipo di tamburo molto usato a Santiago.
Con Alonso, Ferrer suonava principalmente guaracha, son ed altri brani up-tempo. Tuttavia egli desiderava cantare dei bolero.
Fu solo quasi quarant'anni dopo, con l'uscita nel 1999 del disco prodotto da Ry Cooder "Buena Vista Social Club" (vincitore di un Grammy Award), che il talento di Ibrahim Ferrer come cantante di bolero divenne noto in tutto il mondo.
Nel 1996, Ferrer prese parte ai concerti "World Circuit", quando seppe che era richiesto un cantante di bolero vecchio stile. In quell'anno incise l'album A Toda Cuba le Gusta con gli Afro-Cuban All Stars, un album che ricevette una nomination per un Grammy Award.
Nel 1998 incise un album per l'etichetta cubana EGREM, Tierra Caliente: Ibrahim Ferrer con Los Bocucos. In quest'album si possono ascoltare la voce ed il fraseggio unico di Ferrer, i ricchi ed intricati arrangiamenti, nonché l'eccellente tromba solista del leader Roberto Correra, ed i suoni tesi e ritmati dei Bocucos. Lo stile dell'album è una fusione di son e jazz da big band.
Nel 1999 Ry Cooder incise il primo album da solista di Ferrer.
Membro del Buena Vista Social Club, Ferrer continuò a suonare a livelli internazionali fino al 2003, e nello stesso anno pubblicò la sua seconda incisione da solista: Buenos Hermanos.
Ferrer fu un adepto della Santeria, un misto di religioni tradizionali Africane e Cattolicesimo. Oggi Ferrer riposa nel cimitero Cristoforo Colombo, a L'Avana.